# Вулкан Фусса
Вулкан Фу́сса — действующий вулкан на острове Парамушир Большой Курильской гряды.
Сложный стратовулкан с вершинным кратером. Высота 1772 м. Вулкан образует полуостров Фусса в юго-западной части Парамушира. Представляет собой правильный усеченный конус с кратером на вершине диаметром до 700 м и глубиной до 300 м. Сложен андезитами. Возраст вулкана — 40—50 тыс. лет.
Известно только одно историческое извержение в 1854 году. В настоящее время фиксируется фумарольная активность.
Открыт в 1805 году во время Первой кругосветной экспедиции Крузенштерна, И. Ф. Крузенштерн назвал его по имени русского академика Н. И. Фусса.